# Avtostereogram
Avtostereogram je dvodimenzionalna slika, ki lahko ustvari optično iluzijo tridimenzionalnega prizora. Avtostereogrami za doseganje učinka uporabljajo eno samo sliko, medtem ko običajni stereogrami zahtevajo dve. 3D prizor v avtostereogramu je za razliko od tipičnih stereogramov pogosto neprepoznaven, dokler ga ne pogledamo pravilno.
Optična iluzija avtostereograma je v zaznavanju globine in vključuje stereopsijo: zaznavanje globine, ki izhaja iz različne perspektive tridimenzionalnega prizora, ki jo ima vsako oko, imenovano binokularna paralaksa.
Najenostavnejši tip avtostereograma je sestavljen iz vodoravno ponavljajočega se vzorca z majhnimi spremembami, ki je videti kot slika ozadja. Ko jih gledamo s pravilno vergenco, se zdi, da ponavljajoči se vzorci lebdijo nad ali pod ozadjem.
Za razliko od običajnih stereogramov avtostereogrami ne zahtevajo uporabe stereoskopa. Ta prikazuje 2D slike istega predmeta iz nekoliko različnih kotov za levo in desno oko, kar nam omogoča rekonstrukcijo izvirnega predmeta s pomočjo binokularnega neskladja. Če ga gledamo s pravilno vergenco, naredi avtostereogram enako, pri čemer binokularna razlika obstaja v sosednjih delih ponavljajočih se 2D vzorcev.